# TEGFET
TEGFET（英語：two-dimensional electrongas field effect transistor，缩写：TEGFET）
二维电子砷化镓场效应晶体管
高性能二维电子砷化镓场效应管通常应用于微波和高速逻辑电路应用